# Jacek Kachel
Jacek Kachel (ur. 9 września 1969 w Łodygowicach) – polski historyk, dziennikarz, fotograf. Autor licznych książek i publikacji o historii Bielska-Białej, Śląska i Galicji.

## Życiorys
W 1994 roku ukończył studia magisterskie na wydziale historii Papieskiej Akademii Teologicznej w Krakowie. W 1995 roku ukończył międzyuczelniane studium dziennikarskie. Jako dziennikarz pracuje od 1991. Artykuły historyczne, reportaże, informacje oraz zdjęcia publikował na łamach Czasu Krakowskiego, Dziennika Zachodniego, Wprost, Najwyższego Czasu! oraz prasie lokalnej i regionalnej.  
W latach 2000–2002 pełnił funkcję rzecznika prasowego Urzędu Miejskiego w Bielsku-Białej oraz był redaktorem naczelnym Magazynu Ratuszowego. 
Jest autorem licznych publikacji i 20 książek dotyczących historii Galicji, Śląska, a w szczególności miasta Bielska-Białej. Jest członkiem założycielem Bielsko-Bialskiego Towarzystwa Historycznego i Towarzystwa Naukowego Żywieckiego. 
Obecnie jest dziennikarzem Magazynu Samorządowego w Bielsku-Białej i autorem ponad 100 odcinków telewizyjnego programu historycznego "Sto lat temu w Bielsku-Białej".  
Zdjęcia jego autorstwa ukazują się w albumach oraz książkach promujących Podbeskidzie. Prowadzi historyczny blog „Dawniej niż wczoraj”.

## Nagrody i wyróżnienia
W 2005 roku otrzymał Brązowy Medal Za Zasługi dla Pożarnictwa
W 2005 roku otrzymał honorową tarczę Semper Fidelis od dowódcy 2 Korpusu Zmechanizowanego w Krakowie  
W 2010 roku uzyskał medal za zasługi dla Towarzystwa Gimnastycznego "Sokół"
W 2012 roku książka „Być kobietą sto lat temu na Śląsku Austriackim i Galicji” została w plebiscycie "Książka na zimę" uznana przez internautów za najlepszą w kategorii książek historycznych
W 2012 i 2014 roku uzyskał stypendium Marszałka Województwa Śląskiego w dziedzinie kultury
W 2014 r. został finalistą konkursu "Filary Demokracji Lokalnej" organizowanego przez Kancelarię Prezydenta Rzeczypospolitej Polskiej dla dziennikarzy prasy lokalnej w kategorii na najlepszy artykuł historyczny w 2013 roku
W 2017 roku został laureatem konkursu Osobowość Ziem Górskich w kategorii dziennikarz. W tym samym roku wyróżniony honorową odznaką „Zasłużony dla Akademii Techniczno-Humanistycznej”.

## Publikacje książkowe
- Okruchy historii (1997)
- Hołd lenny (1999)
- Sztuka iluzji (2000)
- Barwy życia (2002)
- Samo życie (2004)
- Operacja Irak (2005)
- Echa Podbeskidzia (2006)
- Historia Łodygowic tom I (2007)
- Podbeskidzki Grunwald 1902-1910 (2009)
- Sokoli Marsz (2010)
- Historia Łodygowic tom II (2011)
- Był rok 1911 (2011)
- Historia Łodygowic tom III (2012)
- Być kobietą sto lat temu na Śląsku austriackim i w Galicji (2012)
- Bialski Iluzjon (2013)
- Galicja na torach, czyli kolejowa historia Podbeskidzia (2013)
- Bitwa nad Białą. W cieniu wielkiej wojny (2014)
- Stadt Theater in Bielitz (2015)
- Sekrety Bielska-Białej (2016)
- Siedem wieków Pietrzykowic (2017)
- Łodygowice na starej Fotografii (2017)
- Selma Kurz. Słowik z Bielska i Białej (2018)
- Droga do niepodległości mieszkańców powiatu bielskiego (2018)
- Kalendarium Prasowe gminy Bestwina z przełomu XIX i XX wieku (2019)
- Od szlaków handlowych po autostrady, zarys dziejów drogownictwa na terenie Bielska i Białej. (2020)
- Był rok 1951 (2021)